# 2 lipca
2 lipca jest 183. (w latach przestępnych 184.) dniem w kalendarzu gregoriańskim. Do końca roku pozostaje 182 dni. Jest to środkowy dzień roku zwyczajnego – o godzinie 12:00 tego dnia mija połowa roku. Z kolei o godzinie 0:00 w nocy z 1 na 2 lipca mija połowa roku przestępnego.

## Święta
- Imieniny obchodzą: Bernardyn, Bogodar, Bogudar, Bożdar, Bożydar, Eugenia, Eutyches, Eutychiusz, Juwenalis, Martynian, Niegosława, Switun i Urban.
- Curaçao – Święto Flagi
- Międzynarodowe:
  - Światowy Dzień Dziennikarza Sportowego[1] (od 1994 obchodzony w rocznicę utworzenia w 1924 roku w Paryżu Międzynarodowego Stowarzyszenia Prasy Sportowej AIPS)[2]
  - Światowy Dzień UFO
- Wspomnienia i święta w Kościele katolickim[3][4] obchodzą:
  - dawn. Matki Bożej Jagodnej (w polskim Kościele obchodzone do 1969 roku 2 lipca, obecnie 31 maja)
  - św. Bernardyn Realino[5] (zm. 2 lipca 1616, prezbiter)
  - bł. Eugenia Joubert (zakonnica)
- W Kościołach mariawickich:
  - Uroczystość Nawiedzenia św. Elżbiety przez Najświętszą Maryję Pannę

## Wydarzenia w Polsce
- 1186 – Książę pomorski Sambor I ufundował klasztor cystersów w Oliwie.
- 1257 – Rycerz Albrecht de Luge został upoważniony przez margrabiego Jana I z dynastii askańskiej do założenia miasta Landisberch Nova (obecnie Gorzów Wielkopolski).
- 1309 – Po półrocznym pobycie w więzieniu biskup krakowski Jan Muskata podpisał ugodę kapitulacyjną z Władysławem Łokietkiem i udał się na wygnanie.
- 1465 – Wojna trzynastoletnia: elbląski desant pod dowództwem Jana Skalskiego zniszczył stocznie pod Starym Miastem Królewcem, uniemożliwiając Krzyżakom odbudowę floty aż do końca wojny.
- 1466 – Papież Paweł II wystawił bullę fundacyjną klasztoru oo. bernardynów w Kole.
- 1511 – Za wstawiennictwem Józefa Sołtana, Konstantego Ostrogskiego oraz innych duchownych i świeckich przywódców prawosławia król Zygmunt Stary wydał na Sejmie w Brześciu przywilej potwierdzający dotychczasowe prawa Cerkwi prawosławnej w Wielkim Księstwie Litewskim i Królestwie Polskim. Duchowni prawosławni zostali także wyjęci spod jurysdykcji świeckich urzędników.
- 1524 – W potyczce pod Trembowlą dowodzący oddziałem jazdy nadwornej marszałek nadworny koronny Piotr Kmita Sobieński zadał znaczne straty wojskom tureckim podczas ich przeprawy przez Seret, lecz nie zdołał uwolnić jasyru.
- 1658 – Potop szwedzki: rozpoczęło się oblężenie zajętego przez Szwedów Torunia.
- 1793 – Podczas obrad Sejmu grodzieńskiego generał rosyjski Johann von Rautenfeld, działając z rozkazu posła rosyjskiego Jakoba Sieversa aresztował posłów: Józefa Służewskiego, Dionizego Mikorskiego, Józefa Młodzianowskiego, Antoniego Karskiego, Tadeusza Szymona Skarżyńskiego, Kazimierza Wyganowskiego i Franciszka Kunickiego.
- 1807 – IV koalicja antyfrancuska: zakończyło się nieudane oblężenie Kołobrzegu przez wojska napoleońskie.
- 1811 – Rozpoczęto działalność Seminarium Nauczycielskie w Braniewie.
- 1863 – Powstanie styczniowe: porażka powstańców w bitwie pod Radziłłowem.
- 1871 – Założono Archiwum Skarbowe w Warszawie.
- 1886 – Objawienie w Przyłękowie.
- 1898 – otwarto Sanatorium Przeciwgruźlicze w Wodzisławiu Śląskim.
- 1903 – Oddano do użytku gmach Poczty Głównej w Łodzi.
- 1917 – W związku z kryzysem przysięgowym Józef Piłsudski wystąpił z Tymczasowej Rady Stanu.
- 1923 – Utworzono Zjednoczenie Wolnego Harcerstwa.
- 1927 – W Wilnie arcybiskup metropolita warszawski i prymas Królestwa Polskiego kard. Aleksander Kakowski koronował obraz Matki Boskiej Ostrobramskiej, zwanej też Madonną Wileńską lub Ostrobramską Matką Miłosierdzia.
- 1941 – Koniec pierwszego pogromu Żydów lwowskich.
- 1943 – 65 Polaków zostało zamordowanych podczas pacyfikacji wsi Majdan Stary przez ukraińską 14. Dywizję Grenadierów SS.
- 1947:
  - Gen. Tadeusz Komorowski został premierem RP na uchodźstwie.
  - Sejm Ustawodawczy przyjął ustawę powołującą Radę Ochrony Pamięci Walk i Męczeństwa oraz postanowił, że tereny byłych niemieckich obozów Auschwitz-Birkenau, Majdanek, Stutthof i Łambinowice zostaną uznane za pomniki męczeństwa narodu polskiego i innych narodów.
- 1949 – Sejm Ustawodawczy ustanowił Order Budowniczych Polski Ludowej oraz przyjął uchwałę o odbudowie Zamku Królewskiego w Warszawie.
- 1950 – Urząd do Spraw Wyznań odmówił rejestracji Świadków Jehowy w Polsce; od tego czasu aż do roku 1989 byli oni w tym kraju zdelegalizowani.
- 1959 – Minister zdrowia wydał rozporządzenie o wprowadzeniu książeczek zdrowia dziecka.
- 1969 – Aktor Bogumił Kobiela został ciężko ranny w wypadku samochodowym w Buszkowie koło Koronowa. W wyniku odniesionych obrażeń zmarł 10 lipca w szpitalu w Gdańsku.
- 1982 – Premiera filmu kryminalnego „Anna” i wampir w reżyserii Janusza Kidawy.
- 2004 – Sejm RP przyjął ustawę o swobodzie działalności gospodarczej.

## Wydarzenia na świecie

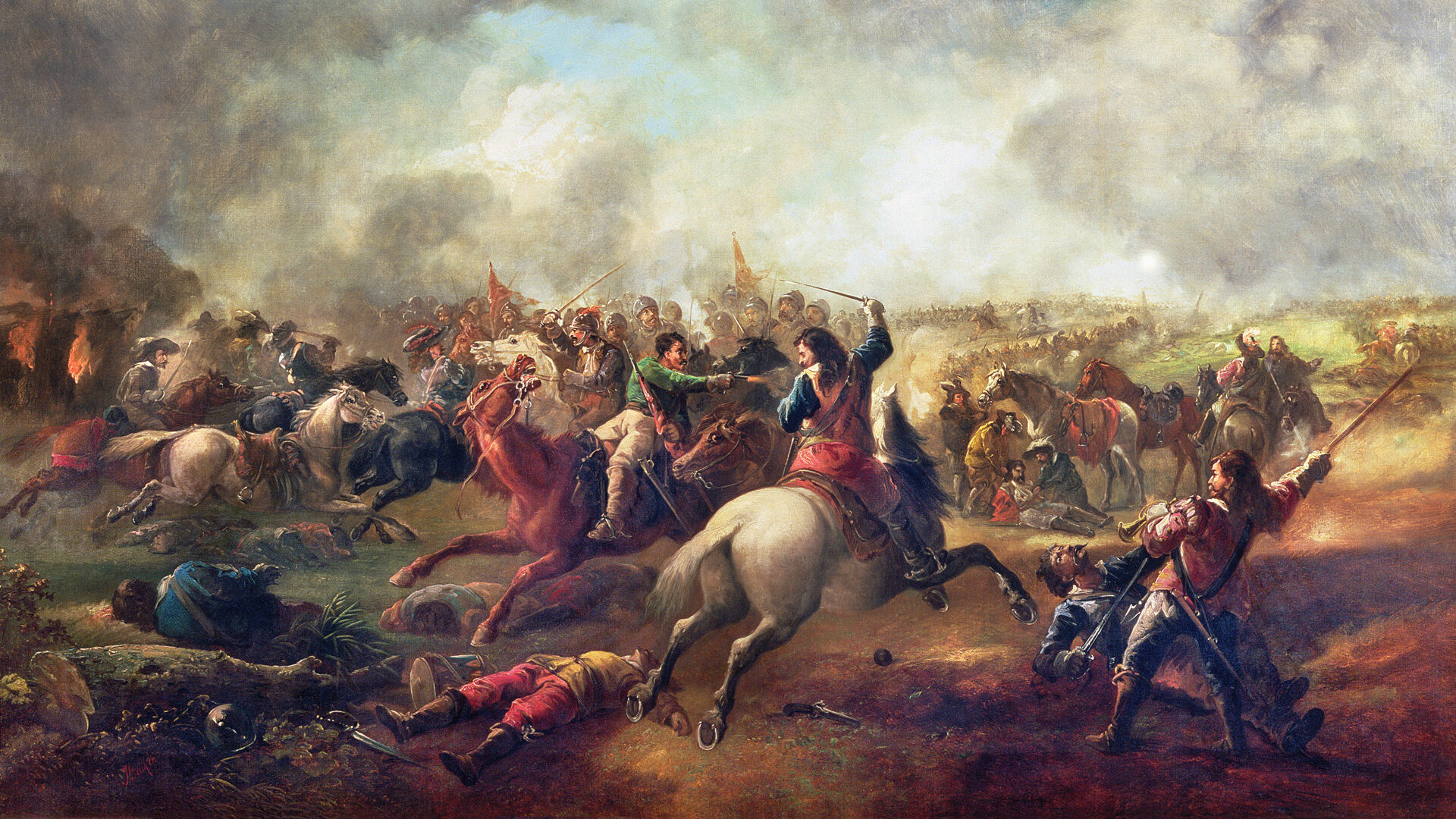
Bitwa na Marston Moor (1644) na obrazie Johna Barkera

- 311 – Milcjades został papieżem.
- 936 – Po śmierci ojca Henryka I Ptasznika Otton I Wielki został księciem Saksonii, a 7 sierpnia wybrano go na nowego króla niemieckiego.
- 1214 – Wojna o zjednoczenie Francji: zwycięstwo wojsk francuskich nad angielskimi w bitwie pod La Roche-aux-Moines.
- 1266 – Szkocja i Norwegia zawarły układ w Perth.
- 1298 – Stoczono bitwę pod Göllheim w czasie walk wewnętrznych w Niemczech.
- 1504 – Bogdan III Ślepy został hospodarem Mołdawii.
- 1505 – Marcin Luter, powalony w czasie gwałtownej burzy pod Stotternheim przez bliskie uderzenie pioruna, złożył przysięgę, że jeżeli przeżyje, to wstąpi do klasztoru.
- 1519 – Alessandro Farnese (przyszły papież Paweł III) otrzymał sakrę biskupią.
- 1549 – Król Polski Zygmunt II August zawarł w Pradze przymierze z królem Czech Ferdynandem I Habsburgiem.
- 1555 – Turecki admirał Turgut Reis zdobył miasto Paola w Kalabrii.
- 1556 – Hiszpan Diego Laynez został wybrany na generała zakonu jezuitów.
- 1600 – Zwycięstwo wojsk holenderskich nad hiszpańskimi w bitwie pod Nieuport w trakcie wojny holendersko-hiszpańskiej toczonej w ramach wojny osiemdziesięcioletniej.
- 1644 – Angielska wojna domowa: w bitwie pod Marston Moor wojska dowodzone przez Olivera Cromwella rozgromiły wojska zwolenników króla Anglii Karola I Stuarta.
- 1652 – W trakcie buntu Frondy książąt we Francji stoczono nierozstrzygniętą bitwę pod Faubourg Saint-Antoine.
- 1698 – Anglik Thomas Savery opatentował jeden z pierwszych silników parowych.
- 1704 – Hiszpańska wojna sukcesyjna: zwycięstwo wojsk angielsko-austriacko-holenderskich nad francusko-bawarskimi w bitwie pod Donauwörth.
- 1747 – Wojna o sukcesję austriacką: zwycięstwo wojsk francuskich nad wojskami austriackimi w bitwie pod Lauffeldt.
- 1757 – Thomas Pelham-Holles został po raz drugi premierem Wielkiej Brytanii.
- 1776 – Obradujący w Filadelfii amerykański II Kongres Kontynentalny przyjął rezolucję niepodległościową będącą ostatnią częścią Deklaracji Niepodległości, uchwalonej i podpisanej 4 lipca przez przedstawicieli 13 kolonii.
- 1798 – Napoleon Bonaparte zdobył Aleksandrię w Egipcie.
- 1800 – Brytyjski parlament uchwalił Akt Unii z Irlandią, na mocy którego 1 stycznia 1801 roku powstało Zjednoczone Królestwo Wielkiej Brytanii i Irlandii.
- 1806 – Zwodowano brytyjską fregatę żaglową HMS „Daphne”.
- 1839:
  - Abdülmecid I został sułtanem Imperium Osmańskiego.
  - Wybuchł bunt niewolników na statku „Amistad”.
- 1857 – Z Aberdeen wypłynął kupiony za pieniądze ze zbiórki publicznej szkuner „Fox” pod dowództwem Francisa Leopolda McClintocka w celu znalezienia kierowanej przez kapitana Johna Franklina zaginionej brytyjskiej ekspedycji badawczej do Arktyki z 1845 roku na okrętach HMS „Erebus” i HMS „Terror”.
- 1860 – Założono Władywostok.
- 1861 – Wojna secesyjna: zwycięstwo Unionistów w bitwie nad Hoke’s Run.
- 1865:
  - Pożar zniszczył niemal doszczętnie miasto Karlstad w Szwecji.
  - William Booth założył Armię Zbawienia.
- 1881 – Na dworcu kolejowym w Waszyngtonie adwokat Charles J. Guiteau postrzelił prezydenta Jamesa Garfielda, który w wyniku odniesionych obrażeń zmarł 19 września tego roku.
- 1884 – Zawarto konkordat między Gwatemalą a Stolicą Apostolską.
- 1886 – Cesarz Rosji Aleksander III Romanow wprowadził tytuł księcia krwi imperatorskiej.
- 1888 – w Londynie rozpoczął się strajk pracownic fabryki zapałek.
- 1898 – Założono miasto Punta Alta w Argentynie.
- 1900 – Nad niemieckim Friedrichshafen wzniósł się w powietrze pierwszy sterowiec.
- 1909 – Niemiecki chemik Fritz Haber zaprezentował działanie pierwszej instalacji laboratoryjnej do syntezy amoniaku z azotu i wodoru.
- 1912 – Na konwencji Partii Demokratycznej w Baltimore, przed planowanymi na 5 listopada wyborami prezydenckimi, wybrano na kandydata na prezydenta gubernatora New Jersey Woodrowa Wilsona, a na kandydata na wiceprezydenta gubernatora Indiany Thomasa Marshalla.
- 1915:
  - I wojna światowa: zwycięstwo floty rosyjskiej nad niemiecką w bitwie koło Gotlandii.
  - W recepcji amerykańskiego Senatu przed północą wybuchła bomba zegarowa podłożona przez niemieckiego nacjonalistę i byłego profesora Uniwersytetu Harvarda Erica Muentera, powodując jedynie straty materialne.
- 1916 – W Argentynie rozpoczął się pierwszy turniej piłkarski Copa América o mistrzostwo Ameryki Południowej.
- 1917 – W Tallinnie zebrał się autonomiczny parlament estoński.
- 1921 – W Jersey City w stanie New Jersey w pięściarskiej „walce stulecia” Jack Dempsey pokonał Georges’a Carpentiera.
- 1928 – W Wielkiej Brytanii kobiety, które ukończyły 21. rok życia otrzymały czynne i bierne prawa wyborcze.
- 1929 – Osachi Hamaguchi został premierem Japonii.
- 1931 – Został ścięty niemiecki seryjny morderca Peter Kürten („Wampir z Düsseldorfu”).
- 1932 – Amerykańska aktorka Jean Harlow poślubiła swego drugiego męża – reżysera, scenarzystę i producenta filmowego Paula Berna.
- 1937 – Nad Oceanem Spokojnym zaginął samolot z Amerykanką Amelią Earhart na pokładzie, która próbowała okrążyć Ziemię wzdłuż równika.
- 1940:
  - Adolf Hitler wydał rozkaz opracowania planu uderzenia na Wyspy Brytyjskie (operacja „Lew Morski”).
  - Bitwa o Atlantyk: brytyjski statek pasażerski SS „Arandora Star”, tranaportujący włoskich i niemieckich jeńców wojennych z Liverpoolu do Kanady, został zatopiony przez niemiecki okręt podwodny U-47, w wyniku czego zginęło 805 osób.
- 1941:
  - Chiny zerwały stosunki dyplomatyczne z Niemcami i Włochami.
  - Premiera amerykańskiego filmu wojennego Sierżant York w reżyserii Howarda Hawksa.
- 1942 – Została założona Słowacka Akademia Nauk i Sztuki.
- 1943 – Funkcjonariusze Gestapo zatrzymali Żydówkę Stellę Kübler, która następnie podjęła z nimi współpracę denuncjując setki ukrywających się Żydów z Berlina.
- 1944:
  - Bitwa o Atlantyk: na południowy zachód od Teneryfy został zatopiony przez amerykański pokładowy samolot torpedowo-bombowy Grumman TBF Avenger niemiecki okręt podwodny U-543 wraz z 58-osobową załogą.
  - W Philharmonic Auditorium w Los Angeles odbyła się pierwsza edycja festiwalu Jazz at the Philharmonic, zorganizowanego przez impresario Normana Granza.
- 1946:
  - Klement Gottwald został premierem Czechosłowacji.
  - Premiera amerykańskiego filmu kryminalnego Intruz w reżyserii Orsona Wellesa.
- 1947 – W miejscowości Roswell w amerykańskim stanie Nowy Meksyk rzekomo rozbiło się UFO.
- 1949 – Krótko po starcie rozbił się należący do linii MacRobertson Miller Aviation Douglas DC-3, mający lecieć z Perth do Carnarvon w Australii Zachodniej, w wyniku czego zginęło wszystkich 18 osób na pokładzie (14 pasażerów i 4 członków załogi).
- 1950:
  - Mnich Hayashi Yoken podpalił zenistyczną świątynię Kinkaku-ji w japońskim Kioto.
  - Wojna koreańska: siły ONZ, głównie amerykańskie wojska lądowe, wkroczyły do Korei.
- 1952 – Husajn Sirri został po raz trzeci premierem Egiptu.
- 1954 – Specjalna tajna izraelska Jednostka 131 rozpoczęła operację „Suzanna”, której celem było przeprowadzenie serii zamachów bombowych i sabotażowych w Egipcie, a w konsekwencji, poprzez spowodowanie wzrostu napięcia, zablokowanie wycofania wojsk brytyjskich i zerwanie związków amerykańsko-egipskich.
- 1959 – W Brukseli odbył się ślub Alberta Koburga i Paoli Consiglii, późniejszej belgijskiej pary królewskiej.
- 1962 – W Rogers w stanie Arkansas otwarto pierwszy supermarket sieci Walmart.
- 1963:
  - Rekordzista świata w skoku o tyczce Amerykanin Brian Sternberg uległ wypadkowi w czasie ćwiczeń na batucie w wyniku którego doznał paraliżu czterokończynowego.
  - W katastrofie należącego do Mohawk Airlines samolotu Martin 4-0-4 w Rochester w stanie Nowy Jork zginęło 7 osób, a 36 zostało rannych.
- 1964 – Prezydent USA Lyndon B. Johnson podpisał ustawę o swobodach obywatelskich dla Afroamerykanów. Dokument podpisał również pastor Martin Luther King.
- 1965 – Włoski ksiądz i tercjarz franciszkański Dolindo Ruotolo sporządził proroczą notatkę o polskim papieżu Janie, który doprowadzi do upadku komunizmu.
- 1966 – Francja przeprowadziła swoją pierwszą próbę atomową na atolu Mururoa.
- 1967 – Amerykański satelita rozpoznawczy Vela 4 wykrył po raz pierwszy rozbłysk gamma.
- 1969 – Otwarto hotel i kasyno Westgate Las Vegas (jako International Hotel).
- 1972:
  - Indie i Pakistan podpisały porozumienie wytyczające nową linię demarkacyjną w spornym Kaszmirze.
  - Utworzono Okręg North Slope na Alasce ze stolicą w Barrow (od 2016 Utqiaġvik).
- 1976:
  - Proklamowano Socjalistyczną Republikę Wietnamu.
  - W wyniku wybuchu bomby podłożonej przez organizację terrorystyczną Montoneros w stołówce koszar policyjnych w dzielnicy Balvanera w Buenos Aires zginęły 24 osoby, a 70 zostało rannych.
- 1980:
  - Premiera amerykańskiej komedii filmowej Czy leci z nami pilot? w reżyserii Jima Abrahamsa.
  - Reprezentacja Grenlandii w piłce nożnej mężczyzn w swym pierwszym oficjalnym meczu przegrała w islandzkim Sauðárkrókur z Wyspami Owczymi 0:6.
- 1984 – Ustanowiono flagę Curaçao.
- 1985 – Wystrzelono europejską sondę kosmiczną Giotto, przeznaczoną do zbadania Komety Halleya.
- 1986 – 54 osoby zginęły w katastrofie samolotu pasażerskiego Tu-134A w ZSRR.
- 1990 – 1426 pielgrzymów zostało stratowanych w wyniku wybuchu paniki w tunelu w pobliżu Mekki.
- 1992:
  - Parlament Luksemburga ratyfikował Traktat z Maastricht.
  - Václav Klaus został premierem Czech, a Jan Stráský ostatnim premierem Czechosłowacji.
  - Francja została wybrana na gospodarza piłkarskich mistrzostw świata w 1998 roku.
- 1993:
  - 37 osób zginęło (głównie uczestnicy alewickiego festiwalu kulturalnego) w wyniku ataku islamskich ekstremistów na hotel w mieście Sivas w środkowej Turcji.
  - Amora i Rio de Mouro w Portugalii uzyskały prawa miejskie.
  - Na Białorusi założono Narodowe Muzeum Historyczno-Kulturalne „Nieśwież”.
  - W Londynie została założona Międzynarodowa Unia Biathlonowa (IBU).
- 1994:
  - 37 osób zginęło, a 15 odniosło obrażenia w katastrofie samolotu McDonnell Douglas DC-9 należącego do US Airways w Charlotte w stanie Karolina Północna.
  - Ostatni komunistyczny przywódca Albanii Ramiz Alia został skazany na karę 8 lat pozbawienia wolności za zbrodnie przeciwko ludzkości.
- 1995 – Papież Jan Paweł II kanonizował w Koszycach na Słowacji trzech męczenników koszyckich.
- 1996 – 34 osoby zginęły, a ponad 100 odniosło obrażenia w Dnieprodzierżyńsku na Ukrainie w największej katastrofie tramwajowej w historii.
- 2000:
  - Francja pokonała po dogrywce Włochy 2:1 w finale piłkarskich piłkarskich Mistrzostw Europy rozgrywanych w Belgii i Holandii.
  - Vicente Fox wygrał wybory prezydenckie w Meksyku, pozbawiając tym samym władzy rządzącej krajem pod różnymi nazwami nieprzerwanie od 1910 roku Partii Rewolucyjno-Instytucjonalnej.
- 2002 – Amerykański miliarder Steve Fossett jako pierwszy człowiek na świecie okrążył balonem Ziemię bez międzylądowania.
- 2003 – Premiera filmu science fiction Terminator 3: Bunt maszyn w reżyserii Jonathana Mostowa.
- 2005:
  - Odbyła się seria koncertów charytatywnych Live 8.
  - Runęła jedna z kolumn wapiennych (tzw. Dwunastu Apostołów) stojących w morzu u wybrzeży stanu Wiktoria w Australii.
- 2006 – Felipe Calderón wygrał wybory prezydenckie w Meksyku.
- 2007 – 8 osób (w tym 6 Hiszpanów) zginęło, a 7 odniosło obrażenia w zamachu bombowym w prowincji Marib w północno-wschodnim Jemenie.
- 2008 – Po 6 latach przetrzymywania w niewoli przez grupę rewolucyjną FARC została uwolniona Íngrid Betancourt, kandydatka w wyborach prezydenckich w Kolumbii w 2002 roku.
- 2010 – 230 osób zginęło, a 190 odniosło obrażenia w wyniku eksplozji cysterny w wiosce Sange (prowincja Kiwu Południowe) w Demokratycznej Republice Konga.
- 2013 – 24 osoby zginęły, a 4 zostały ranne w katastrofie śmigłowca Mi-8 należącego do Polarnych Linii Lotniczych w Jakucji.
- 2015 – W dniach 1 lipca i 2 lipca w wyniku ataku terrorystów z organizacji Boko Haram na meczety w mieście Kukawa w północno-zachodniej Nigerii zginęło 145 osób, a 17 zostało rannych.
- 2020 – 174 osoby zginęły, co najmniej 100 zaginęło, a 54 zostały ranne w wyniku osunięcia ziemi w kopalni jadeitu w Hpakant w północnej Birmie.
- 2022 – Inwazja Rosji na Ukrainę: Siły Zbrojne Ukrainy opuściły swoje pozycje w Lisiczańsku w obwodzie ługańskim.
- 2024 – Dick Schoof został premierem Holandii.

## Urodzili się
- 419 – Walentynian III, cesarz zachodniorzymski (zm. 455)
- 1029 – Ma'ad al-Mustansir Billah, kalif Kairu (zm. 1094)
- 1262 – Artur II, książę Bretanii (zm. 1312)
- 1363 – Maria, królowa Sycylii (zm. 1401)
- 1478 – Ludwik V Wittelsbach, elektor Palatynatu Reńskiego (zm. 1544)
- 1486 – Jacopo Sansovino, włoski rzeźbiarz, architekt (zm. 1570)
- 1489 – Tomasz Cranmer, angielski duchowny anglikański, arcybiskup Canterbury, męczennik protestancki (zm. 1556)
- 1492 – Elżbieta Tudor, angielska księżniczka (zm. 1495)
- 1500 – Federico Cesi, włoski duchowny katolicki, biskup Todi i Porto-Santa Rufina, kardynał (zm. 1565)
- 1559 – Ludwig Iselin, szwajcarski uczony (zm. 1612)
- 1561 – Christoph Grienberger, austriacki jezuita, astronom (zm. 1636)
- 1581 – (data chrztu) Johann Staden, niemiecki kompozytor, organista (zm. 1634)
- 1585 – Jean Guiton, francuski przywódca hugenocki (zm. 1654)
- 1597 – Theodoor Rombouts, flamandzki malarz (zm. 1637)
- 1636 – (data chrztu) Daniel Speer, niemiecki kompozytor, pisarz (zm. 1707)
- 1647 – Daniel Finch, angielski arystokrata, polityk (zm. 1730)
- 1648 – Arp Schnitger, niemiecki organmistrz (zm. 1719)
- 1650 – (data chrztu) Jan Janszoon de Heem, holenderski malarz (zm. po 1695)
- 1667 – Pietro Ottoboni, włoski kardynał (zm. 1740)
- 1698 – Franciszek III d’Este, książę Modeny i Reggio (zm. 1780)
- 1714 – Christoph Willibald Gluck, niemiecki kompozytor (zm. 1787)
- 1724 – Friedrich Gottlieb Klopstock, niemiecki poeta (zm. 1803)
- 1726 – Giuseppe Beccadelli di Bologna, markiz della Sambuca, neapolitański polityk (zm. 1813)
- 1745 – András Cházár, węgierski prawnik, działacz społeczny (zm. 1816)
- 1750 – François Huber, szwajcarski przyrodnik, pszczelarz (zm. 1831)
- 1775 – Jean-Bernard Brisebarre, francuski aktor (zm. 1849)
- 1780 – Henry Petty-Fitzmaurice, brytyjski arystokrata, polityk (zm. 1863)
- 1790 – Leopold Burbon-Sycylijski, książę Salerno (zm. 1851)
- 1796:
  - François Fulgis Chevallier, francuski botanik, mykolog (zm. 1840)
  - Michael Thonet, niemiecko-austriacki stolarz, pionier przemysłowej produkcji mebli (zm. 1871)
- 1797:
  - Maria Antonina Koháry, węgierska arystokratka (zm. 1862)
  - Antoni (Zubko), rosyjski biskup prawosławny (zm. 1884)
- 1798 – Adam Kołyszko, polski polityk, uczestnik powstania listopadowego, towiańczyk, wolnomularz (zm. 1871)
- 1800 – Piotr Michałowski, polski malarz portrecista, animalista i batalista (zm. 1855)
- 1802 – Ludwik Markiefka, duchowny rzymskokatolicki (zm. 1859)[6]
- 1804 – Theodor Hildebrandt, niemiecki malarz (zm. 1874)
- 1810:
  - Robert Toombs, amerykański polityk, senator (zm. 1885)
  - Kazimierz Woyda, polski polityk, prezydent Warszawy (zm. 1877)
- 1811:
  - Wilhelm Junkmann, niemiecki historyk, wykładowca akademicki, pisarz, polityk (zm. 1886)
  - Gracjan Prus Niewiadomski, polski szlachcic, ułan, uczestnik powstania listopadowego (zm. 1882)
- 1817 – Jan Zeh, polski przemysłowiec, pionier przemysłu naftowego (zm. 1897)
- 1819 – Charles-Louis Hanon, francuski kompozytor, pedagog (zm. 1900)
- 1821 – Charles Tupper, kanadyjski polityk, premier Kanady (zm. 1915)
- 1822:
  - Henryk Levittoux, polski lekarz pochodzenia francuskiego (zm. 1879)
  - Bolesław Podczaszyński, polski architekt (zm. 1876)
- 1823 – Julius Carl Raschdorff, niemiecki architekt, pedagog (zm. 1914)
- 1830 – Stanisław Brun, polski kupiec, działacz społeczny (zm. 1912)
- 1832:
  - Platon Kostecki, rusińsko-polski prozaik, poeta, dziennikarz (zm. 1908)
  - Ginter Leopold Schwarzburg-Sondershausen, pruski arystokrata, generał (zm. 1906)
- 1839:
  - Eliasz Facchini, włoski franciszkanin, misjonarz, biskup, męczennik, święty (zm. 1900)
  - Konstantin Makowski, rosyjski malarz (zm. 1915)
- 1842:
  - Alfred Nicolas Rambaud, francuski historyk, bizantynolog, polityk (zm. 1905)
  - Marian Śmiarowski, polski prawnik, adwokat, działacz społeczny (zm. 1907)
- 1843 – Antonio Labriola, włoski filozof, działacz socjalistyczny (zm. 1904)
- 1846 – Paul von Bruns, niemiecki chirurg (zm. 1916)
- 1847 – Marcel Bertrand, francuski geolog (zm. 1907)
- 1849 – Maria Teresa Habsburg-Este, ostatnia królowa Bawarii (zm. 1919)
- 1852 – William Burnside, brytyjski matematyk, wykładowca akademicki (zm. 1927)
- 1854 – Narcisse Théophile Patouillard, francuski farmaceuta, mykolog (zm. 1926)
- 1860 – Feliks Sozański, polski ziemianin, polityk (zm. 1914)
- 1861 – Aleksandra Jentysówna, polska działaczka ruchu robotniczego (zm. 1920)
- 1862:
  - William Henry Bragg, brytyjski fizyk, laureat Nagrody Nobla (zm. 1942)
  - Christopher Cradock, brytyjski kontradmirał (zm. 1914)
- 1864 – Emil Michał Przychodzki, polski psychiatra, poeta (zm. 1911)
- 1865 – Lily Braun, niemiecka feministyczna pisarka oraz polityczka Socjaldemokratycznej Partii Niemiec (SPD) (zm. 1916)
- 1869 – Hjalmar Söderberg, szwedzki pisarz (zm. 1941)
- 1872 – Gaëtan Gatian de Clérambault, francuski psychiatra, malarz, etnograf, fotograf (zm. 1934)
- 1876 – Wilhelm Cuno, niemiecki polityk, kanclerz Niemiec (zm. 1933)
- 1877 – Hermann Hesse, niemiecki prozaik, poeta, eseista, laureat Nagrody Nobla (zm. 1962)
- 1879:
  - Zsigmond Móricz, węgierski pisarz (zm. 1942)
  - Władimir Prawdicz-Nieminski, ukraiński fizjolog (zm. 1952)
- 1880 – Marian Dehnel, polski lekarz, działacz socjalistyczny i niepodległościowy, polityk, poseł na Sejm RP (zm. 1936)
- 1882 – Émile Maitrot, francuski kolarz torowy (zm. 1916)
- 1885 – William P. Bolton, amerykański polityk (zm. 1964)
- 1886 – William Hammond, brytyjski kolarz szosowy (zm. 1960)
- 1891 – Bronisław Prugar-Ketling, polski generał dywizji (zm. 1948)
- 1894 – André Kertész, węgierski fotograf, dziennikarz (zm. 1985)
- 1895:
  - Sven Friberg, szwedzki piłkarz (zm. 1964)
  - Janusz Warnecki, polski reżyser teatralny, aktor (zm. 1970)
- 1896 – Dydak Llorca Llopis, hiszpański duchowny katolicki, męczennik, błogosławiony (zm. 1936)
- 1897 – Eugeniusz Pepłowski, polski oficer, kawaler Virtuti Militari (zm. 1941)
- 1898:
  - Anthony McAuliffe, amerykański generał (zm. 1975)
  - Stanisława Perzanowska, polska aktorka (zm. 1982)
- 1900:
  - Muhammad Asad, austriacki podróżnik, pisarz, językoznawca, myśliciel, reformator, dyplomata, politolog pochodzenia żydowskiego (zm. 1992)
  - Wawrzyniec Cyl, polski piłkarz (zm. 1974)
  - Florian Czarnyszewicz, polski pisarz emigracyjny (zm. 1964)
  - Edward Józefowicz, polski chemik (zm. 1975)
- 1901:
  - Karol Łukaszewicz, polski teatrolog, reżyser, przyrodnik, dyrektor wrocławskiego ogrodu zoologicznego (zm. 1973)
- 1902 – Emanuel Torró García, hiszpański działacz Akcji Katolickiej, męczennik, błogosławiony (zm. 1936)
- 1903:
  - Fausto Batignani, urugwajski piłkarz, bramkarz (zm. 1975)
  - Alec Douglas-Home, brytyjski polityk, dyplomata, minister spraw zagranicznych, premier Wielkiej Brytanii (zm. 1995)
  - Jadwiga Gamska-Łempicka, polska poetka (zm. 1956)
  - Wiesław Kryński, polski socjolog (zm. 1953)
  - Olaf V, król Norwegii (zm. 1991)
  - Charles Poletti, amerykański polityk pochodzenia włoskiego (zm. 2002)
  - Karl Säre, estoński polityk komunistyczny (zm. 1945)
- 1904:
  - René Lacoste, francuski tenisista, producent odzieży sportowej (zm. 1996)
  - Erik Lundin, szwedzki szachista (zm. 1988)
  - Frank Southall, brytyjski kolarz torowy i szosowy (zm. 1964)
- 1905:
  - Anatol Dowżenko, polski neurolog, wykładowca akademicki (zm. 1976)
  - Tatsuzō Ishikawa, japoński pisarz (zm. 1985)
  - Serafin (Nikitin), rosyjski biskup prawosławny (zm. 1979)
  - Harry Wolff, szwedzki bokser (zm. 1987)
- 1906:
  - Hans Bethe, amerykański fizyk, wykładowca akademicki, laureat Nagrody Nobla pochodzenia niemieckiego (zm. 2005)
  - Károly Kárpáti, węgierski zapaśnik (zm. 1996)
  - Kazimierz Miętkiewski, polski profesor nauk medycznych (zm. 1973)
- 1907 – Wanda Łuczycka, polska aktorka (zm. 1996)
- 1908:
  - Léon Elchinger, francuski duchowny katolicki, biskup Strasburga (zm. 1998)
  - Luce Fabbri, włoska anarchistka, pisarka (zm. 2000)
  - Chaja Goldstein, holenderska tancerka pochodzenia polsko-rosyjsko-żydowskiego (zm. 1999)
  - Thurgood Marshall, amerykański prawnik, sędzia Sądu Najwyższego (zm. 1993)
  - Mieczysław Michalski, polski przewodnik turystyczny (zm. 2011)
  - Włodzimierz Sokorski, polski generał brygady, działacz komunistyczny, pisarz, polityk, minister kultury i sztuki, przewodniczący Radiokomitetu, prezes ZBoWiD (zm. 1999)
- 1909:
  - Rachela Hutner, polska nestorka pielęgniarstwa pochodzenia żydowskiego (zm. 2008)
  - Stanisław Witowski-Iskrzyniak, polski malarz (zm. 2008)
- 1910:
  - Louise Laroche, francuska pasażerka „Titanica” (zm. 1998)
  - Alfred Schütz, polski kompozytor, pianista pochodzenia żydowskiego (zm. 1999)
- 1911 – Reg Parnell, brytyjski kierowca wyścigowy (zm. 1964)
- 1912 – Brunon Strzałka, polski pisarz (zm. 1977)
- 1914:
  - Alojs Andricki, duchowny katolicki, męczennik, błogosławiony (zm. 1943)
  - Renata Radojewska, polska aktorka (zm. 1985)
  - Erich Topp, niemiecki oficer marynarki wojennej (zm. 2005)
- 1915:
  - Antoni Czortek, polski bokser (zm. 2004)
  - Arthur Wellesley, brytyjski arystokrata, wojskowy (zm. 2014)
- 1916 – Hans-Ulrich Rudel, niemiecki pilot wojskowy, as myśliwski (zm. 1982)
- 1917 – Tadeusz Zaorski, polski polityk, wiceminister kultury i sztuki (zm. 1993)
- 1919:
  - Albert Batteux, francuski piłkarz, trener (zm. 2003)
  - Ladislav Čapek, czeski reżyser filmów animowanych (zm. 1996)
  - Andrzej Pytlakowski, polski szachista, dziennikarz (zm. 2010)
- 1920:
  - Catharina Halkes, holenderska teolog katolicka (zm. 2011)
  - Herbie Harper, amerykański puzonista jazzowy (zm. 2012)
  - Ryszard Wojna, polski dziennikarz, publicysta, pisarz, polityk, poseł na Sejm PRL (zm. 2003)
- 1921:
  - Tadeusz Petrykowski, polski dramaturg, krytyk teatralny (zm. 1983)
  - Gerard Radnitzky, niemiecko-szwedzki profesor filozofii nauki (zm. 2006)
  - Jan Spałwan, polski artysta fotograf (zm. 2004)
  - Joseph Zhu Baoyu, chiński duchowny katolicki, biskup Nanyang (zm. 2020)
- 1922:
  - Pierre Cardin, francuski projektant mody (zm. 2020)
  - Eugen Corrodi, szwajcarski piłkarz, bramkarz (zm. 1975)
  - Jacques Pollet, francuski kierowca wyścigowy (zm. 1997)
  - Howie Schultz, amerykański koszykarz, baseballista, trener koszykarski (zm. 2009)
- 1923:
  - Constantin Dăscălescu, rumuński polityk, premier Rumunii (zm. 2003)
  - Wisława Szymborska, polska poetka, eseistka, krytyk literacki, tłumaczka, felietonistka, laureatka Nagrody Nobla (zm. 2012)
- 1924 – Mitchell Red Cloud, amerykański kapral pochodzenia indiańskiego (zm. 1950)
- 1925:
  - Rachelina Ambrosini, włoska Służebnica Boża (zm. 1941)
  - Pietro Forquet, włoski brydżysta (zm. 2023)
  - Roman Góral, polski lekarz, polityk, poseł na Sejm PRL (zm. 1989)
  - Jan Lohmann, polski prozaik, poeta
  - Patrice Lumumba, kongijski polityk, pierwszy premier Demokratycznej Republiki Konga (zm. 1961)
  - Marvin Rainwater, amerykański piosenkarz country (zm. 2013)
  - Mariusz Żydowo, polski lekarz, biochemik (zm. 2017)
- 1926:
  - Marian Kołodziejczyk, polski plastyk, grafik (zm. 2020)
  - Władysław Rosiński, polski działacz kombatancki, uczestnik powstania warszawskiego (zm. 2020)
  - Konrad Rudnicki, polski duchowny katolicki, teolog, astronom, antropozof (zm. 2013)
- 1927:
  - Anna Bautsch, polska psychiatra (zm. 1991)
  - Kees Broekman, holenderski łyżwiarz szybki (zm. 1992)
  - Teofil Czerwiński, polski siatkarz, trener (zm. 2021)
  - Józef Dankowski, polski pilot szybowcowy (zm. 2008)
  - James Mackay, szkocki prawnik, polityk
  - Brock Peters, amerykański aktor (zm. 2005)
- 1928:
  - Jorge García Isaza, kolumbijski duchowny katolicki, biskup Tierradentro (zm. 2016)
  - Line Renaud, francuska piosenkarka, aktorka
  - Lech Emfazy Stefański, polski duchowny słowianowierczy, pisarz, publicysta, tłumacz, ezoteryk (zm. 2010)
- 1929:
  - Antoni Czajka, polski inżynier, polityk, poseł na Sejm RP (zm. 2014)
  - Daphne Hasenjäger, południowoafrykańska lekkoatletka, sprinterka
  - Edward Kupczyński, polski żużlowiec, trener (zm. 2025)
  - Imelda Marcos, filipińska była pierwsza dama
  - Zbigniew Piórkowski, polski bokser (zm. 1994)
- 1930:
  - Eduardo Alas Alfaro, salwadorski duchowny katolicki, biskup Chalatenango (zm. 2020)
  - Ahmad Jamal, amerykański pianista jazzowy (zm. 2023)
  - Jadwiga Mackiewicz, polska pedagog, popularyzatorka muzyki
  - Carlos Menem, argentyński prawnik, polityk, prezydent Argentyny (zm. 2021)
  - Ota Pavel, czeski pisarz, komentator sportowy (zm. 1973)
- 1931:
  - Jan Mikułowski, polski koszykarz, piłkarz ręczny
  - Janusz Odrowąż-Pieniążek, polski pisarz, historyk literatury, muzeolog (zm. 2015)
- 1932:
  - Cezary Józefiak, polski ekonomista, polityk, senator RP (zm. 2007)
  - Waldemar Matuška, czeski piosenkarz (zm. 2009)
- 1935:
  - Siergiej Chruszczow, rosyjski inżynier, historyk, politolog (zm. 2020)
  - Göte Nordin, szwedzki żużlowiec (zm. 2023)
  - Andrzej Krzysztof Wróblewski, polski dziennikarz (zm. 2012)
- 1936:
  - Zenon Dądajewski, polski aktor (zm. 2009)
  - Eusebio Escobar, kolumbijski piłkarz
  - Erkko Kivikoski, fiński reżyser filmowy (zm. 2005)
  - Ian Moutray, australijski rugbysta (zm. 2014)
  - Umar Sulajman, egipski polityk (zm. 2012)
- 1938:
  - Marcel Artelesa, francuski piłkarz (zm. 2016)
  - Joseph Galante, amerykański duchowny katolicki, biskup Camden (zm. 2019)
  - David Owen, brytyjski polityk
- 1939:
  - Michael N. Castle, amerykański prawnik, polityk, wicegubernator i gubernator stanu Delaware (zm. 2025)
  - Iga Cembrzyńska, polska aktorka, scenarzystka, reżyserka, producentka filmowa, piosenkarka, kompozytorka
  - Gabriela Górska, polska pisarka (zm. 2013)
  - Leszek Wojtczak, polski fizyk (zm. 2018)
- 1940:
  - Kenneth Clarke, brytyjski polityk
  - Francisco Gil Hellín, hiszpański duchowny katolicki, arcybiskup Burgos
  - Georgi Iwanow, bułgarski major lotnictwa, kosmonauta
- 1941:
  - Mogens Frey, duński kolarz szosowy i torowy
  - Wendell Mottley, trynidadzko-tobagijski lekkoatleta, sprinter, polityk
- 1942:
  - Vicente Fox, meksykański ekonomista, polityk, prezydent Meksyku
  - Tadeusz Lewowicki, polski pedagog, profesor nauk humanistycznych, nauczyciel akademicki (zm. 2024)
  - Lutz Schmadel, niemiecki astronom (zm. 2016)
  - Janusz Świąder, polski dziennikarz, publicysta
  - Pablo Varela Server, hiszpański duchowny katolicki, biskup pomocniczy Panamy (zm. 2024)
- 1943:
  - Cornelius Fontem Esua, kameruński duchowny katolicki, arcybiskup metropolita Bamendy
  - Walter Godefroot, belgijski kolarz szosowy
- 1944:
  - Jerzy Czarnota, polski duchowny katolicki, poeta
  - Jacek Maria Stokłosa, polski grafik, fotograf
  - Krzysztof Żurek, polski aktor (zm. 2009)
- 1945:
  - Maria Kurnatowska, polska polityk, działaczka samorządowa, poseł na Sejm RP (zm. 2009)
  - Guljelm Radoja, albański aktor (zm. 2021)
  - Erich Šefčík, czeski historyk, archiwista, numizmatyk (zm. 2004)
- 1946:
  - Richard Axel, amerykański lekarz, biochemik, laureat Nagrody Nobla
  - Rickard Bruch, szwedzki lekkoatleta, dyskobol, aktor (zm. 2011)
  - Jan Ciechanowicz, polski pisarz, historyk, działacz mniejszości polskiej na Litwie (zm. 2022)
  - Jim Day, kanadyjski jeździec sportowy
  - Paweł Kędzierski, polski reżyser filmów dokumentalnych (zm. 2019)
  - Zbigniew Kiernikowski, polski duchowny katolicki, biskup siedlecki i legnicki
  - Ron Silver, amerykański aktor, reżyser i producent filmowy (zm. 2009)
- 1947:
  - Larry David, amerykański aktor, pisarz, komik, producent telewizyjny
  - Yvonne Přenosilová, czeska piosenkarka (zm. 2023)
  - Karol Strasburger, polski aktor, gospodarz teleturnieju
  - Ann Taylor, brytyjska polityk
- 1948:
  - Saul Rubinek, kanadyjski aktor, reżyser, producent, dramaturg pochodzenia żydowskiego
  - Józef Skrzek, polski muzyk, członek zespołu SBB
- 1949:
  - Emanuele Basile, włoski kapitan karabinierów (zm. 1980)
  - Roy Bittan, amerykański klawiszowiec, członek zespołu E Street Band
  - Bernard-Pierre Donnadieu, francuski aktor (zm. 2010)
  - Craig Shaw Gardner, amerykański pisarz
  - Hanno Pöschl, austriacki aktor
  - Curtis Rowe, amerykański koszykarz
  - Ryszard Schubert, polski pisarz
  - Krzysztof Sznapik, polski szachista (zm. 2015)
- 1950:
  - Czesław Boguszewicz, polski piłkarz, trener
  - Jorge del Castillo, peruwiański polityk, premier Peru
  - Edward Haliżak, polski politolog, wykładowca akademicki
  - Jadwiga Kosowska-Rataj, polska filolog, pedagog (zm. 2012)
  - Piotr Małoszewski, polski geolog, działacz polonijny i katolicki (zm. 2017)
  - Stephen R. Lawhead, amerykański pisarz fantasy
  - Thomas Magnuson, szwedzki biegacz narciarski
  - Mario Toso, włoski duchowny katolicki, biskup diecezji Faenza-Modigliana
- 1951:
  - Antonio Cancian, włoski przedsiębiorca, polityk
  - Wiesław Gawlikowski, polski strzelec sportowy
  - Attila Pataky, węgierski muzyk, wokalista, członek zespołu Edda Művek
  - Michele Santoro, włoski dziennikarz i prezenter telewizyjny
  - Arūnas Štaras, litewski matematyk, polityk, burmistrz Wilna, wiceminister komunikacji
  - Alejandro Urgellés, kubański koszykarz (zm. 1984)
  - Dietrich Zander, niemiecki wioślarz
- 1952:
  - Linda Godwin, amerykańska naukowiec, astronautka
  - Marek Karp, polski historyk, sowietolog (zm. 2004)
  - Ahmad Ujahja, algierski polityk, premier Algierii
  - Joseph Vũ Duy Thống, wietnamski duchowny katolicki, biskup Ho Chi Minh i Phan Thiết (zm. 2017)
- 1953:
  - Mark Hart, amerykański muzyk, członek zespołu Crowded House
  - Zbigniew Janas, polski działacz opozycji antykomunistycznej, polityk, poseł na Sejm RP
  - Ireneusz (Pop), rumuński biskup prawosławny
  - Luís Queiró, portugalski prawnik, polityk
  - Halina Skoczyńska, polska aktorka (zm. 2016)
  - Petro Słobodian, ukraiński piłkarz, trener
- 1954:
  - Victor Amaya, amerykański tenisista
  - Bożena Demczenko-Grzelak, polska pilotka szybowcowa i samolotowa
  - Gregor Maria Hanke, niemiecki duchowny katolicki, biskup Eichstätt
  - Chris Huhne, brytyjski dziennikarz, polityk
  - Wendy Schaal, amerykańska aktorka
- 1955:
  - Cláudio Adão, brazylijski piłkarz, trener
  - Kim Carr, australijski polityk
  - Piet Crous, południowoafrykański bokser
  - Andrew Divoff, wenezuelski aktor
  - Ernst Haspinger, włoski saneczkarz pochodzenia tyrolskiego
  - Juraj Kuniak, słowacki prozaik, poeta
- 1956:
  - Jerry Hall, amerykańska aktorka, modelka
  - Jerzy Nawrocki, polski informatyk, wykładowca akademicki
  - Maria Pakulnis, polska aktorka
- 1957:
  - Paulo Casaca, portugalski polityk
  - Krzysztof Czacharowski, polski poeta
  - Bret Hart, kanadyjski wrestler
  - Aleksandra Jakowlewa, rosyjska aktorka
  - José Melitón Chávez, argentyński duchowny katolicki, biskup Añatuya i Concepción (zm. 2021)
- 1958:
  - Đặng Thái Sơn, wietnamski pianista
  - Rainer Hasler, liechtensteiński piłkarz (zm. 2014)
  - Michael Turtur, australijski kolarz torowy
- 1959:
  - Cristian Diaconescu, rumuński prawnik, polityk, dyplomata
  - Kelly Emberg, amerykańska modelka
  - Wendy Lawrence, amerykańska komandor, astronautka
  - Mirandinha, brazylijski piłkarz, trener
  - Gian Singh, indyjski zapaśnik
  - Marek Żydowicz, polski historyk sztuki
- 1960:
  - Andrew Doyle, irlandzki rolnik, samorządowiec, polityk
  - Gbehzohngar Findley, liberyjski polityk
  - Joanna Helbin, polska łuczniczka
  - Doug LaMalfa, amerykański polityk, kongresman
  - Elmar Məmmədyarov, azerski dyplomata, polityk
  - Dan Nica, rumuński inżynier, polityk
  - Krzysztof Zięcik, polski piłkarz, trener
- 1961:
  - Samy Naceri, francuski aktor, producent filmowy pochodzenia algierskiego
  - Mirko Nišović, jugosłowiański kajakarz, kanadyjkarz
  - Alba Parietti, włoska aktorka, prezenterka telewizyjna
- 1962:
  - Monika Hohlmeier, niemiecka polityk
  - Neil Tovey, południowoafrykański piłkarz
- 1963:
  - Rosica Kiriłowa, bułgarska piosenkarka
  - Nikołaj Kostow, bułgarski piłkarz, trener
  - Jeffrey Rogers, amerykański aktor
  - Jadwiga Wiśniewska, polska polityk, poseł na Sejm RP, eurodeputowana
- 1964:
  - José Canseco, amerykański baseballista pochodzenia kubańskiego
  - Mirosław Drożdżowski, polski gitarzysta, kompozytor, aranżer, pedagog
  - Cyryl (Kojerakis), grecki biskup prawosławny
  - Steve Nielsen, brytyjski dyrektor sportowy w zespołach Formuły 1
  - Oumar Ben Salah, iworyjski piłkarz
  - Éric Srecki, francuski szpadzista pochodzenia polskiego
- 1965:
  - Luc Borrelli, francuski piłkarz, bramkarz (zm. 1999)
  - Adam Czerwiński, polski perkusista jazzowy
  - Dulce García, kubańska lekkoatletka, oszczepniczka (zm. 2019)
- 1966:
  - Sylvia Bonitz, niemiecka polityk
  - Jacenty Dędek, polski fotoreporter
- 1967:
  - Claudio Biaggio, argentyński piłkarz
  - Aleksander Bierełowicz, ukraiński szachista
  - Arkadiusz Klucznik, polski aktor, reżyser teatralny (zm. 2025)
  - Tomasz Siemoniak, polski menedżer, polityk, poseł na Sejm RP, minister obrony narodowej, minister spraw wewnętrznych i administracji, wicepremier
  - Tina Stowell, brytyjska polityk
- 1968:
  - Ilian Iliew, bułgarski piłkarz, trener
  - Adrian Knup, szwajcarski piłkarz
- 1969:
  - Andrea Collinelli, włoski kolarz torowy i szosowy
  - Jenni Rivera, amerykańska piosenkarka (zm. 2012)
- 1970:
  - Derrick Adkins, amerykański lekkoatleta, płotkarz
  - Sirus Dinmohammadi, irański piłkarz
  - Colin Edwin, australijski muzyk, członek zespołu Porcupine Tree
  - Amy Weber, amerykańska aktorka, modelka
- 1971:
  - Maritza Arribas Robaina, kubańska szachistka, trenerka
  - Evelyn Lau, kanadyjska poetka, pisarka
  - Manuel Martínez, hiszpański baseballista
  - Jared Palmer, amerykański tenisista
  - Philippe Saive, belgijski tenisista stołowy
- 1972:
  - Matthew Birir, kenijski lekkoatleta, długodystansowiec
  - Roberta Giussani, włoska szpadzistka
  - Benedek Jávor, węgierski działacz ekologiczny, wykładowca akademicki, polityk, eurodeputowany
  - Christian von Koenigsegg, szwedzki przedsiębiorca
- 1973 – Piotr Obrusiewicz, polski piłkarz ręczny, trener
- 1974:
  - Marc Hendrikx, belgijski piłkarz
  - Moon So-ri, południowokoreańska aktorka, reżyserka, scenarzystka
  - Matthew Reilly, australijski pisarz
  - Aleksandra Rej, polska artystka, malarz, grafik
- 1975:
  - Daniel Kowalski, australijski pływak pochodzenia polskiego
  - Rafał Lasocki, polski piłkarz
  - Maxim Mehmet, niemiecki aktor
  - Erik Ohlsson, szwedzki gitarzysta, członek zespołu Millencolin
  - Radosław Romaniuk, polski eseista, krytyk literacki
  - Alaksandr Turczyn, białoruski ekonomista, polityk, premier Białorusi
- 1976:
  - Georgi Iwanow, bułgarski piłkarz, trener i działacz piłkarski
  - Petr Lazar, czeski kolarz szosowy i torowy
  - Krisztián Lisztes, węgierski piłkarz
  - Ľudovít Ódor, słowacki ekonomista, polityk, premier Słowacji
  - Heike Rusch, niemiecka tenisistka
  - Riley Salmon, amerykański siatkarz
  - Tomáš Vokoun, czeski hokeista, bramkarz
- 1977:
  - Eduardo Allax, brazylijski piłkarz, bramkarz, trener
  - Andrzej Bledzewski, polski piłkarz, bramkarz
  - Carl Froch, brytyjski bokser
  - José Rivera, portorykański siatkarz
  - Maider Unda, hiszpańska zapaśniczka
- 1978:
  - Kossi Agassa, togijski piłkarz, bramkarz
  - Diana Ghurckaia, gruzińska piosenkarka
  - Julie Night, amerykańska aktorka pornograficzna
  - Jüri Ratas, estoński polityk, premier Estonii
  - Owain Yeoman, brytyjski aktor
- 1979:
  - Roland Audenrieth, niemiecki skoczek narciarski
  - Walter Davis, amerykański lekkoatleta, trójskoczek
  - Ahmed al-Ghamdi, saudyjski terrorysta (zm. 2001)
  - Mario Knögler, austriacki strzelec sportowy
  - Alexandre Simoni, brazylijski tenisista
  - Joe Thornton, kanadyjski hokeista
  - Wojciech Zajkowski, polski judoka
  - Michał Żurawski, polski aktor
- 1980:
  - Massimiliano Fedriga, włoski polityk, prezydent Friuli-Wenecji Julijskiej
  - Baffour Gyan, ghański piłkarz
  - Jiří Homola, czeski piłkarz
  - Tracy O’Hara, amerykańska lekkoatletka, tyczkarka
  - Alexander Petersson, islandzki piłkarz ręczny pochodzenia łotewskiego
- 1981:
  - Vladimir Dišljenković, serbski piłkarz, bramkarz
  - Tomass Dukurs, łotewski skeletonista
  - Marc-Antoine Fortuné, francuski piłkarz
  - Ángel Pagán, amerykański baseballista
  - Claude Reiter, luksemburski piłkarz
  - Manuel Sevillano, hiszpański siatkarz
  - Wołodymyr Szaćkych, ukraiński zapaśnik
  - Zurab Zwiadauri, gruziński judoka
- 1982:
  - Sinivie Boltic, nigeryjski zapaśnik
  - Diego Castro, hiszpański piłkarz
  - Jołka, ukraińska piosenkarka
  - Timo Weß, niemiecki hokeista na trawie
- 1983:
  - Michelle Branch, amerykańska piosenkarka
  - Jean-Baptiste Macquet, francuski wioślarz
  - Alicja Dąbrowska, polska aktorka
  - Johanna Rasmussen, duńska piłkarka
  - Tymoteusz Tabor, polski skoczek spadochronowy
- 1984:
  - Sandrine Brétigny, francuska piłkarka
  - Eugent Bushpepa, albański muzyk, piosenkarz, aktywista społeczny
  - Julie Engelbrecht, francusko-niemiecka aktorka
  - Dorin Goga, rumuński piłkarz
  - Walerij Korobkin, kazachski piłkarz pochodzenia rosyjskiego
  - Maarten Martens, belgijski piłkarz
  - Colin Russell, kanadyjski pływak
  - Elise Stefanik, amerykańska polityk, kongreswoman
  - Johnny Weir, amerykański łyżwiarz figurowy
  - Zhu Jun, chiński florecista
- 1985:
  - Włatko Iliewski, macedoński piosenkarz, aktor (zm. 2018)
  - Ciara Michel, brytyjska siatkarka
  - Rob Peeters, belgijski kolarz przełajowy i szosowy
  - Ashley Tisdale, amerykańska aktorka, piosenkarka, modelka
  - Joanna Waga, polska piłkarka ręczna
  - Jakub Wesołowski, polski aktor
- 1986:
  - Lindsay Lohan, amerykańska aktorka, piosenkarka
  - Dax O’Callaghan, brytyjski piosenkarz, aktor, tancerz
  - Bruno Rezende, brazylijski siatkarz
  - Murray Stewart, australijski kajakarz
  - Katie Taylor, irlandzka pięściarka
  - Katarzyna Wajda, polska aktorka
- 1987:
  - Kelsey Griffin, amerykańska koszykarka
  - Rusłana Korszunowa, kazachska modelka (zm. 2008)
  - Karolina Lampkowska, polska judoczka
  - Artiemij Łakiza, kazachski hokeista pochodzenia rosyjskiego
  - Ala as-Sasi, jemeński piłkarz
  - Vladimír Sobotka, czeski hokeista
- 1988:
  - Lee Chung-yong, południowokoreański piłkarz
  - Joanna Opozda, polska aktorka
  - Aylín Pereyra, argentyńska siatkarka
  - Sjur Røthe, norweski biegacz narciarski
- 1989:
  - Lucinda Brand, holenderska kolarka szosowa i przełajowa
  - Dev, amerykańska piosenkarka
  - Gilda Lombardo, włoska siatkarka
  - Tricia Mayba, kanadyjska siatkarka
  - Alex Morgan, amerykańska piłkarka
  - François Place, francuski narciarz alpejski i dowolny
  - Marianna Tolo, australijska koszykarka
- 1990:
  - Antonio Abadía, hiszpański lekkoatleta, długodystansowiec
  - Irven Ávila, peruwiański piłkarz
  - Alyssia Brewer, amerykańska koszykarka
  - Jason Chamberlain, amerykański zapaśnik
  - Kayla Harrison, amerykańska judoczka
  - Luise Mauersberger, niemiecka siatkarka
  - Nneka Ogwumike, amerykańska koszykarka pochodzenia nigeryjskiego
  - Roman Lob, niemiecki piosenkarz, autor tekstów
  - Margot Robbie, australijska aktorka
  - Danny Rose, angielski piłkarz
  - Bayram Sönmez, turecki wioślarz
- 1991:
  - Zbigniew Baranowski, polski zapaśnik
  - Jordan Bowery, angielski piłkarz
  - Antonin Guigonnat, francuski biathlonista
  - Modestas Kumpys, litewski koszykarz
- 1992:
  - Octavio Barbosa Ribeiro, portugalski wioślarz
  - Madison Chock, amerykańska łyżwiarka figurowa
  - Manon Houette, francuska piłkarka ręczna
  - Khalid Muftah, katarski piłkarz
  - Tatjana Pinto, niemiecka lekkoatletka, sprinterka pochodzenia portugalsko-angolskiego
  - Cezary Samełko, polski bokser
  - Nana Takagi, japońska łyżwiarka szybka
  - Jānis Timma, łotewski koszykarz (zm. 2024)
- 1993:
  - Deysi Cori Tello, peruwiańska szachistka
  - Robert Gontarz, polski polityk, poseł na Sejm RP
  - Tanja Mayer, szwajcarska bobsleistka, lekkoatletka
  - Yassine Meriah, tunezyjski piłkarz
  - Vince Staples, amerykański raper
- 1994:
  - Mortadha Ben Ouanes, tunezyjski piłkarz
  - Henrik Kristoffersen, norweski narciarz alpejski
  - Baba Rahman, ghański piłkarz
  - Derrick White, amerykański koszykarz
  - Żabson, polski raper
- 1995:
  - Enis Bardhi, macedoński piłkarz
  - Evin Demirhan, turecka zapaśniczka
  - Ryan Murphy, amerykański pływak
- 1996:
  - Julia Grabher, austriacka tenisistka
  - Adnan Mohammad, pakistański piłkarz
- 1997:
  - Kristýna Adamčíková, czeska siatkarka
  - Marquese Chriss, amerykański koszykarz
  - Patrycja Chudziak, polska wspinaczka sportowa
  - Michał Kołodziej, polski koszykarz
- 1998:
  - Ernazar Akmatalijew, kirgiski zapaśnik
  - Divya Kakran, indyjska zapaśniczka
  - Márk Kleisz, węgierski piłkarz
  - Ema Klinec, słoweńska skoczkini narciarska
  - Jayce Olivero, gibraltarski piłkarz
  - Karabo Sibanda, botswański lekkoatleta, sprinter
- 1999:
  - Luka Ilić, serbski piłkarz
  - Yūken Iwasa, japoński skoczek narciarski
  - Isaiah Joe, amerykański koszykarz
  - Marcos Louzada Silva, brazylijski koszykarz
  - Robert Thomas, kanadyjski hokeista
  - Nicolò Zaniolo, włoski piłkarz
- 2000:
  - Adil Osmanov, mołdawski zapaśnik pochodzenia azerskiego
  - Aleksander Wiącek, polski lekkoatleta, średnio- i długodystansowiec
  - Julia Żugaj, polska piosenkarka, influencerka
- 2001:
  - Benjamin Basso, duński żużlowiec
  - Carl Rushworth, angielski piłkarz, bramkarz
- 2002:
  - Sebastiano Esposito, włoski piłkarz
  - Tereza Hrušecká, słowacka siatkarka

## Zmarli
- 862 – Switun, biskup Winchesteru, święty (ur. ?)
- 866 – Robert Mocny, margrabia Neustrii, hrabia Orleanu, Wormacji, Angers i Andegawenii (ur. ok. 820)
- 936 – Henryk I Ptasznik, książę Saksonii, król Niemiec (ur. 876)
- 1134 – Meinhard, niemiecki duchowny katolicki, biskup praski (ur. ?)
- 1275 – Odo Rigaldi, francuski duchowny katolicki, arcybiskup Rouen (ur. ?)
- 1298 – Adolf z Nassau, hrabia Nassau, król Niemiec (ur. ok. 1250)
- 1419 – Eberhard IV, hrabia Wirtembergii (ur. 1388)
- 1438 – Ernest, książę Bawarii-Monachium (ur. 1373)
- 1504 – Stefan III Wielki, hospodar Mołdawii (ur. 1433)
- 1527 – Domenico Giacobazzi, włoski kardynał (ur. 1444)
- 1566 – Nostradamus, francuski lekarz, astrolog, matematyk, jasnowidz (ur. 1503)
- 1571 – Gabriel Luśnia, polski bernardyn, gwardian, prowincjał (ur. ok. 1510)
- 1577 – Louis Le Roy, francuski pisarz (ur. 1510)
- 1580 – Jakub Rokossowski, polski szlachcic, polityk, podskarbi nadworny koronny, podskarbi wielki koronny, starosta śremski i ostrzeszowski (ur. ok. 1524)
- 1582 – Mitsuhide Akechi, japoński samuraj (ur. 1528)
- 1591 – (data pogrzebu) Vincenzo Galilei, włoski kompozytor, lutnista, teoretyk muzyki, ojciec Galileusza (ur. ok. 1520)
- 1613 – Bartłomiej Pitiscus, niemiecki matematyk, astronom, teolog kalwiński (ur. 1561)
- 1616 – Bernardyn Realino, włoski jezuita, święty (ur. 1530)
- 1621 – Thomas Harriot, angielski astronom, matematyk, etnograf, tłumacz (ur. ok. 1560)
- 1640 – Stefan Sadorski, polski szlachcic, sekretarz królewski, dyplomata (ur. 1581)
- 1674 – Eberhard III, książę Wirtembergii (ur. 1614)
- 1698 – Tomasz Jan Ror, polski szlachcic, polityk (ur. ?)
- 1715 – Benito de Sala y de Caramany, hiszpański duchowny katolicki, biskup Barcelony, kardynał (ur. 1646)
- 1743 – Spencer Compton, brytyjski arystokrata, polityk, premier Wielkiej Brytanii (ur. ok. 1673)
- 1778 – Jean-Jacques Rousseau, szwajcarski filozof, pisarz, pedagog (ur. 1712)
- 1788:
  - Michał Czarnocki, polski szlachcic, polityk (ur. 1711)
  - Vincent van Eijck, holenderski polityk (ur. 1708)
- 1796 – Jan Krzysztof Kluk, polski duchowny katolicki, przyrodnik (ur. 1739)
- 1798 – John Fitch, amerykański wynalazca, konstruktor parowców (ur. 1743)
- 1800 – Victor Louis, francuski architekt (ur. 1731)
- 1801:
  - Ignacy Choe In-cheol, koreański męczennik i błogosławiony katolicki (ur. ?)
  - Agata Han Sin-ae, koreańska męczennica i błogosławiona katolicka (ur. ?)
  - Kolumba Kang Wan-suk, koreańska katechetka, męczennica i błogosławiona katolicka (ur. 1761)
  - Antoni Yi Hyeon, koreański męczennik i błogosławiony katolicki (ur. ?)
- 1831 – Stanisław Rzewuski, polski wojskowy, historyk, filolog, filozof, historyk filozofii, badacz literatury (ur. 1806)
- 1833 – Gervasio Antonio de Posadas, argentyński prawnik, polityk, prezydent Zjednoczonych Prowincji La Platy (ur. 1757)
- 1838 – Marc Amand Élisée Scherb, francuski generał (ur. 1747)
- 1840 – Bogdan Jański, polski działacz Wielkiej Emigracji, założyciel Zgromadzenia Zmartwychwstania Pana Naszego Jezusa Chrystusa, Sługa Boży (ur. 1807)
- 1843 – Samuel Hahnemann, niemiecki lekarz, twórca homeopatii (ur. 1755)
- 1849 – Áron Gábor, węgierski major artylerii, wynalazca (ur. 1814)
- 1850 – Robert Peel, brytyjski polityk, premier Wielkiej Brytanii (ur. 1788)
- 1852 – Thomas Thomson, szkocki chemik (ur. 1773)
- 1863 – Franciszek Ksawery Horodyński, polski ziemianin, podpułkownik, uczestnik powstania listopadowego, węgierskiego i styczniowego (ur. 1806)
- 1872 – Aleksandr Hilferding, rosyjski slawista, folklorysta pochodzenia niemieckiego (ur. 1831)
- 1881 – Jan Krystian Ulrich, polski ogrodnik pochodzenia niemieckiego (ur. 1809)
- 1890 – Stanisław Malinowski, polski działacz niepodległościowy (ur. 1812)
- 1895:
  - Mychajło Drahomanow, ukraiński historyk, etnograf (ur. 1841)
  - Mikołaj Wolański, polski ziemianin, hrabia, polityk (ur. 1826)
  - Henryk Woliński, polski prawnik, prezydent Lublina (ur. 1824)
- 1896 – Alexander Lawton, amerykański prawnik, polityk, generał-brygadier konfederacki (ur. 1818)
- 1903 – Andrzej Gołąb, polski architekt, inżynier budownictwa (ur. 1837)
- 1904 – Eugenia Joubert, francuska zakonnica, błogosławiona (ur. 1876)
- 1907 – Aleksander Osuchowski, polski malarz, rysownik, szachista (ur. ok. 1845)
- 1908 – Henry Cadogan, brytyjski arystokrata, polityk (ur. 1868)
- 1909 – Stanisław Tarnowski, polski ziemianin, polityk (ur. 1838)
- 1911:
  - Felix Mottl, austriacki dyrygent (ur. 1856)
  - Louis-Xavier de Ricard, francuski prozaik, poeta, dziennikarz (ur. 1843)
- 1914 – Joseph Chamberlain, brytyjski przedsiębiorca, polityk (ur. 1836)
- 1915:
  - Jewgienij Bek, rosyjski lekarz (ur. 1865)
  - Porfirio Díaz, meksykański generał, polityk, prezydent Meksyku (ur. 1830)
- 1916 – James Sant, brytyjski malarz (ur. 1820)
- 1919 – Franz Deuticke, austriacki wydawca (ur. 1850)
- 1921 – Michaił Eisenstein, rosyjski architekt, inżynier pochodzenia żydowskiego (ur. 1867)
- 1924 – Francesco Ciceri, włoski duchowny katolicki, biskup Pawii (ur. 1848)
- 1925 – Nikołaj Golicyn, rosyjski książę, polityk, premier Rosji (ur. 1850)
- 1926:
  - Émile Coué, francuski psycholog, farmaceuta (ur. 1857)
  - Stanisław Czarnowski, polski ziemianin, chemik, działacz społeczny (ur. 1864)
- 1927 – (lub 3 lipca) Gérard de Courcelles, francuski kierowca wyścigowy (ur. ?)
- 1931 – Peter Kürten, niemiecki seryjny morderca (ur. 1883)
- 1932 – Manuel II, król Portugalii (ur. 1889)
- 1937:
  - Amelia Earhart, amerykańska pilotka, dziennikarka (ur. 1897)
  - Iver Lawson, amerykański kolarz torowy pochodzenia szwedzkiego (ur. 1879)
- 1939 – Oreste Ravanello, włoski kompozytor, organista (ur. 1871)
- 1940:
  - Jan Dominiak, polski starszy wachmistrz (ur. 1893)
  - Wiktoria Fedakówna, polska członkini ZWZ (ur. 1917)
  - Aleksander Grzybkowski, polski kowal, samorządowiec, polityk, poseł na Sejm RP (ur. 1888)
  - Ladislav Nádaši-Jégé, słowacki lekarz, prozaik, nowelista (ur. 1866)
  - Piotr Sosialuk, polski podpułkownik piechoty (ur. 1892)
- 1941:
  - Wojciech Korwin-Kossakowski, polski kapitan piechoty (ur. 1896)
  - Ronald McLean, brytyjski gimnastyk (ur. 1881)
  - Jan Szambelańczyk, polski duchowny katolicki, męczennik, Sługa Boży (ur. 1907)
- 1942:
  - Władysław Hercok, polski major żandarmerii (ur. 1895)
  - Percy O’Reilly, irlandzki gracz w polo (ur. 1870)
  - Jewgienij Pietrow, rosyjski pisarz, publicysta (ur. 1903)
- 1943:
  - Jarl Andstén, fiński żeglarz sportowy (ur. 1884)
  - Hendrik Fokker, holenderski żeglarz sportowy (ur. 1900)
  - Artur Linowski, polski porucznik, cichociemny (ur. 1911)
  - Marija Mielentjewa, radziecka partyzantka (ur. 1924)
  - Helena Nordheim, holenderska gimnastyczka sportowa pochodzenia żydowskiego (ur. 1903)
- 1944:
  - Stanisław Antoni Mueller, polski prawnik, adwokat, urzędnik, bankier, pisarz (ur. 1877)
  - Julius Schmidt, niemiecki pilot wojskowy, as myśliwski (ur. ?)
- 1945 – Stefania Betcherowa, polska aktorka (ur. 1882)
- 1946 – Kazimierz Kazimierczak, polski inżynier, współtwórca polskiego przemysłu lotniczego (ur. 1880)
- 1948 – Karol Pomianowski, polski hydrotechnik (ur. 1874)
- 1949 – Georgi Dimitrow, bułgarski polityk, działacz komunistyczny, sekretarz generalny Kominternu, premier Bułgarii (ur. 1882)
- 1950 – Zofia Chętnikowa, polska nauczycielka, kustoszka muzealna, członkini NSZ (ur. 1893)
- 1951:
  - Colin McLeod Robertson, brytyjski żeglarz sportowy (ur. 1870)
  - Ferdinand Sauerbruch, niemiecki chirurg (ur. 1875)
- 1952:
  - Franciszek Krawczykowski, polski nauczyciel, podporucznik NSZ (ur. 1906)
  - Zenon Sobota, polski major, żołnierz AK (ur. 1906)
- 1953 – Zygmunt Leśnodorski, polski nauczyciel, literat, krytyk i historyk literatury, teatrolog, publicysta, taternik (ur. 1907)
- 1954:
  - Trifon Szewałdin, radziecki generał-lejtnant (ur. 1888)
  - Erich von Wedel, niemiecki pilot wojskowy, as myśliwski (ur. 1892)
- 1955 – Kara Fatma, turecka podporucznik (ur. 1888)
- 1957 – Nicolas Brücher, luksemburski malarz (ur. 1874)
- 1958 – Joe Jeanette, amerykański bokser (ur. 1879)
- 1961:
  - Siergiej Dawidienkow, rosyjski psychiatra, neurolog, neuropatolog (ur. 1880)
  - Ernest Hemingway, amerykański pisarz, dziennikarz, laureat Nagrody Nobla (ur. 1899)
- 1962 – Jan Długosz, polski taternik, alpinista, literat (ur. 1929)
- 1963 – Seth Barnes Nicholson, amerykański astronom (ur. 1891)
- 1964:
  - Branislav Hrnjiček, jugosłowiański piłkarz, trener (ur. 1908)
  - Fireball Roberts, amerykański kierowca wyścigowy (ur. 1929)
- 1965 – Wilhelm Mach, polski prozaik, poeta, eseista, krytyk literacki (ur. 1916)
- 1966:
  - Jan Brzechwa, polski adwokat, poeta, autor bajek i wierszy dla dzieci, satyryk, tłumacz pochodzenia żydowskiego (ur. 1898)
  - Rajmund Gostkowski, polski filolog klasyczny (ur. 1885)
- 1968:
  - Zaki al-Arsuzi, syryjski filozof, filolog, nauczyciel, polityk, ideolog arabskiego nacjonalizmu i panarabizmu (ur. 1908)
  - Francis Brennan, amerykański kardynał (ur. 1894)
- 1969:
  - Wacław Dobrowolski, polski malarz (ur. 1890)
  - Jenny Mucchi-Wiegmann, niemiecka rzeźbiarka (ur. 1895)
  - Mikio Naruse, japoński reżyser filmowy (ur. 1905)
- 1970 – Valerio Arri, włoski lekkoatleta, długodystansowiec (ur. 1892)
- 1971:
  - Zofia Kernowa, polska pisarka, poetka, publicystka, działaczka niepodległościowa (ur. 1889)
  - Paul Maltby, brytyjski wicemarszałek lotnictwa (ur. 1892)
- 1972 – Pawieł Gołowaczow, radziecki generał major lotnictwa (ur. 1917)
- 1973:
  - Betty Grable, amerykańska aktorka, piosenkarka, tancerka (ur. 1916)
  - Ferdinand Schörner, niemiecki feldmarszałek (ur. 1892)
- 1975 – Wilhelm Koppe, niemiecki funkcjonariusz nazistowski, zbrodniarz wojenny, wyższy dowódca SS i policji w Kraju Warty i Generalnym Gubernatorstwie (ur. 1896)
- 1976 – Stanisław Miszczyk, polski tancerz, choreograf (ur. 1910)
- 1977 – Vladimir Nabokov, amerykański pisarz pochodzenia rosyjskiego (ur. 1899)
- 1979:
  - Carlyle Smith Beals, kanadyjski astronom (ur. 1899)
  - Milan Kriššák, słowacki taternik, alpinista, przewodnik i ratownik górski (ur. 1944)
  - Łarisa Szepitko, radziecka aktorka, reżyserka i scenarzystka filmowa (ur. 1938)
- 1981:
  - Jacques Obozinski, belgijski architekt pochodzenia polskiego (ur. 1890)
  - Kazimierz Okulicz, polski dziennikarz, polityk, poseł na Sejm RP, minister sprawiedliwości w rządach RP na uchodźstwie (ur. 1890)
  - Paul Schmiedlin, szwajcarski piłkarz (ur. 1897)
  - Stanisław Wójcik, polski piłkarz (ur. 1904)
- 1983:
  - László Budai, węgierski piłkarz (ur. 1928)
  - Vladimír Neff, czeski pisarz (ur. 1909)
- 1985:
  - Maria Niklewiczowa, polska pisarka, autorka podręczników w języku angielskim (ur. 1892)
  - David Purley, brytyjski kierowca wyścigowy (ur. 1945)
  - Wacław Zbyszewski, polski dziennikarz, publicysta (ur. 1903)
- 1986 – Szymon Hens, szwajcarsko-amerykański psychiatra pochodzenia polsko-żydowskiego (ur. 1891)
- 1987 – Michael Bennett, amerykański reżyser teatralny, choreograf, tancerz (ur. 1943)
- 1988 – James Ball, kanadyjski lekkoatleta, sprinter (ur. 1903)
- 1989:
  - Andriej Gromyko, radziecki polityk, dyplomata, minister spraw zagranicznych, przewodniczący Prezydium Rady Najwyższej (ur. 1909)
  - Franklin J. Schaffner, amerykański reżyser filmowy (ur. 1920)
  - Wilfrid Sellars, amerykański filozof (ur. 1912)
- 1990 – Silvina Bullrich, argentyńska pisarka, scenarzystka filmowa, dziennikarka (ur. 1915)
- 1991:
  - Władysław Chojnacki, polski historyk, bibliograf (ur. 1920)
  - Bruno Engelmeier, austriacki piłkarz, bramkarz (ur. 1927)
  - Lee Remick, amerykańska aktorka (ur. 1935)
- 1992:
  - Camarón de la Isla, hiszpański śpiewak flamenco pochodzenia cygańskiego (ur. 1950)
  - Borislav Pekić, serbski pisarz, scenarzysta filmowy (ur. 1930)
  - Antoni Szacki, polski oficer NSZ, dowódca Brygady Świętokrzyskiej, kolaborant z Niemcami podczas II wojny światowej[7][8]. (ur. 1902)
- 1994 – Andrés Escobar, kolumbijski piłkarz (ur. 1967)
- 1995 – Marija Winogradowa, rosyjska aktorka (ur. 1922)
- 1997 – James Stewart, amerykański aktor (ur. 1908)
- 1998:
  - Joe Graboski, amerykański koszykarz (ur. 1930)
  - Janusz Przybylski, polski malarz i grafik (ur. 1937)
- 1999:
  - William Lloyd Barry, nowozelandzki działacz religijny, członek Ciała Kierowniczego Świadków Jehowy (ur. 1916)
  - Wiktor Czebrikow, radziecki generał, polityk, przewodniczący KGB (ur. 1923)
  - Mario Puzo, amerykański pisarz pochodzenia włoskiego (ur. 1920)
- 2000 – Joey Dunlop, brytyjski motocyklista wyścigowy (ur. 1952)
- 2001 – Andrzej Ziółkowski, polski gitarzysta rockowy (ur. 1951)
- 2002:
  - Earle Brown, amerykański kompozytor (ur. 1926)
  - Ray Brown, amerykański kontrabasista jazzowy, kompozytor, producent i menedżer muzyczny (ur. 1926)
  - Jean-Yves Daniel-Lesur, francuski kompozytor (ur. 1908)
- 2003:
  - Briggs Cunningham, amerykański kierowca wyścigowy, przedsiębiorca (ur. 1907)
  - Howard Levene, amerykański statystyk i genetyk (ur. 1914)
  - Erkki Mallenius, fiński bokser (ur. 1928)
  - Lesław Paga, polski ekonomista (ur. 1954)
- 2004 – Sophia de Mello Breyner, portugalska pisarka (ur. 1919)
- 2005 – Ernest Lehman, amerykański scenarzysta filmowy (ur. 1915)
- 2006:
  - Balázs Horváth, węgierski polityk (ur. 1942)
  - Herty Lewites, nikaraguański polityk, burmistrz Managui (ur. 1939)
  - Tihomir Ognjanov, jugosłowiański piłkarz (ur. 1927)
- 2007:
  - Gottfried von Bismarck, niemiecki arystokrata (ur. 1962)
  - Giuseppe Forti, włoski astronom (ur. 1939)
  - Jerzy Reiser, polski poeta, autor tekstów piosenek, kompozytor (ur. 1952)
  - Beverly Sills, amerykańska śpiewaczka operowa (sopran) (ur. 1929)
  - Elena Smiešková, słowacka językoznawczyni (ur. 1919)
  - Jimmy Walker, amerykański koszykarz (ur. 1944)
  - Hy Zaret, amerykański kompozytor, autor piosenek (ur. 1907)
- 2008:
  - Simone Ortega, hiszpańska autorka kulinarna (ur. 1919)
  - Natasha Shneider, rosyjska wokalistka, członkini zespołu Eleven (ur. 1956)
- 2009 – Adésio Alves Machado, brazylijski piłkarz (ur. 1933)
- 2010 – Carl Adam Petri, niemiecki matematyk-teoretyk (ur. 1926)
- 2011:
  - Itamar Franco, brazylijski polityk, prezydent Brazylii (ur. 1930)
  - Juno Stover-Irwin, amerykańska skoczkini do wody (ur. 1928)
- 2013:
  - Anthony Bosco, amerykański duchowny katolicki, biskup Greensburga (ur. 1927)
  - Douglas Engelbart, amerykański naukowiec, informatyk, wynalazca (ur. 1925)
  - Fauzijja bint Fu’ad, egipska księżniczka, królowa Persji (ur. 1921)
  - Wojciech Wrzesiński, polski historyk (ur. 1934)
- 2014:
  - Errie Ball, amerykański golfista pochodzenia walijskiego (ur. 1910)
  - Janusz Kondratowicz, polski poeta, satyryk, autor tekstów piosenek, dziennikarz (ur. 1940)
  - Jerzy Lewczyński, polski fotograf (ur. 1924)
  - Paul Wild, szwajcarski astronom (ur. 1925)
  - Louis Zamperini, amerykański lekkoatleta, średnio- i długodystansowiec, oficer, jeniec wojenny, aktywista ewangelizacyjny (ur. 1917)
- 2015 – Miron Gaj, polski fizyk (ur. 1927)
- 2016:
  - Michael Cimino, amerykański reżyser i scenarzysta filmowy (ur. 1939)
  - Rudolf Kalman, amerykański inżynier elektryk (ur. 1930)
  - Patrick Manning, trynidadzko-tobagijski polityk, premier Trynidadu i Tobago (ur. 1946)
  - Ryszard Michalski, polski dziennikarz, publicysta (ur. 1929)
  - Robert Nye, brytyjski prozaik, dramaturg, nowelista, poeta (ur. 1939)
  - Michel Rocard, francuski polityk, premier Francji (ur. 1930)
  - Elie Wiesel, amerykański pisarz, dziennikarz, laureat Pokojowej Nagrody Nobla (ur. 1928)
- 2017:
  - Wołodymyr Małaniuk, ukraiński szachista (ur. 1957)
  - Stanisław Pruski, polski fizyk (ur. 1927)
  - Andrzej Antoni Widelski, polski malarz, grafik (ur. 1953)
  - Tatjana Zatułowska, rosyjska szachistka (ur. 1935)
- 2018 – Kazimierz Rozbicki, polski kompozytor, dyrygent, publicysta (ur. 1932)
- 2019:
  - Lee Iacocca, amerykański menedżer przemysłu samochodowego (ur. 1924)
  - Janusz Szprot, polski pianista jazzowy, kompozytor, wykładowca akademicki (ur. 1946)
- 2020:
  - Chiu Chuang-huan, tajwański polityk, minister spraw wewnętrznych, wicepremier (ur. 1925)
  - Nikołaj Kapustin, rosyjski pianista i kompozytor jazzowy (ur. 1937)
  - Teodoro Enrique Pino Miranda, meksykański duchowny katolicki, biskup Huajuapan de León (ur. 1946)
- 2021:
  - Matwij Czerkaski, ukraiński piłkarz, trener (ur. 1923)
  - Dorota Laskowska, polska piłkarka ręczna (ur. 1961)
  - Lehlohonolo Ledwaba, południowoafrykański bokser (ur. 1971)
  - Nikołaj Sliczenko, rosyjski aktor, piosenkarz (ur. 1934)
  - Stanisław Stachowski, polski slawista, turkolog, leksykograf (ur. 1930)
  - Kartal Tibet, turecki aktor, reżyser filmowy (ur. 1938)
  - Jolien Verschueren, belgijska kolarka przełajowa (ur. 1990)
- 2022:
  - Peter Brook, brytyjski reżyser teatralny, filmowy i operowy, pisarz (ur. 1925)
  - Alain de Cadenet, brytyjski kierowca wyścigowy, prezenter telewizyjny (ur. 1945)
  - Susana Dosamantes, meksykańska aktorka (ur. 1948)
  - Andy Goram, szkocki piłkarz, bramkarz (ur. 1964)
  - Laurent Noël, kanadyjski duchowny katolicki, biskup Trois Rivières (ur. 1920)
  - Leonid Szwarcman, białoruski animator, scenograf i reżyser animacji (ur. 1920)
- 2023 – Milan Milutinović, serbski prawnik, polityk, dyplomata, prezydent Serbii (ur. 1942)
- 2024:
  - Beata Kamuda-Dudzińska, polska wioślarka (ur. 1960)
  - Comunardo Niccolai, włoski piłkarz (ur. 1946)
  - Feliks Pieczka, polski geolog, polityk, poseł na Sejm RP (ur. 1935)
  - Rostislav Vondruška, czeski menedżer, samorządowiec, polityk, minister rozwoju regionalnego (ur. 1961)
- 2025:
  - Juan Manuel Álvarez, meksykański piłkarz, trener (ur. 1948)
  - Julian McMahon, australijski aktor (ur. 1968)
  - Wanda Staniewska-Zątek, polska biolog (ur. 1937)
  - Franck Verzy, francuski lekkoatleta, skoczek wzwyż (ur. 1961)